# Ереньйо
Ереньйо (баск. Ereño, ісп. Ereño) — муніципалітет в Іспанії, у складі автономної спільноти Країна Басків, у провінції Біская. Населення — 258 осіб (2009).
Муніципалітет розташований на відстані близько 340 км на північ від Мадрида, 26 км на північний схід від Більбао.
На території муніципалітету розташовані такі населені пункти: (дані про населення за 2009 рік)
- Акорда-Больяр: 51 особа
- Басечета-Ачосте: 61 особа
- Елешальде-Сеета: 74 особи
- Габіка: 72 особи

## Демографія
Динаміка населення (INE ):

## Галерея зображень

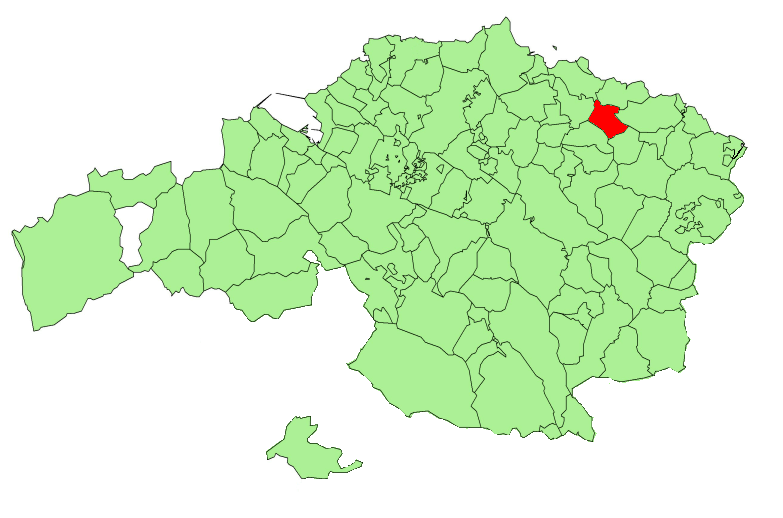
Розташування муніципалітету